# Корогодін Максим Васильович
Макси́м Васил́ьович Корого́дін — старший сержант цивільного захисту ДСНС.
Станом на березень 2017-го — водій, 2-га державна пожежно-рятувальна частина 1-го державного пожежно-рятувального загону, Полтава.

## Нагороди
За особисту мужність і героїзм, виявлені у захисті державного суверенітету та територіальної цілісності України, вірність військовій присязі під час бойових дій та при виконанні службових обов'язків, відзначений — нагороджений
- 10 жовтня 2015 року — орденом «За мужність» ІІІ ступеня.